# استرایکلر (آرکانزاس)
استرایکلر (به انگلیسی: Strickler) یک منطقهٔ مسکونی در ایالات متحده آمریکا است که در شهرستان واشینگتن، آرکانزاس واقع شده‌است. استرایکلر ۴۶۱ متر بالاتر از سطح دریا قرار دارد.